# Fakara
Fakara este o comună rurală din departamentul Boboye, regiunea Dosso, Niger, cu o populație de 11.796 de locuitori (2001).